# Есхін
Есхін (грец. Αἰσχίνης, 397 до н. е. або 390 до н. е., або 389 до н. е. — 322 до н. е.) — давньогрецький політичний діяч, красномовець. Зараховується до канону 10 ораторів.

## Життєпис
Походив з небагатої родини. Народився в Афінах. Син Атромета, вчителя початкової школи. Здобувши класичну освіту, розпочав політичну діяльність. Обирався до Буле Афін, був помічником секретаря Буле (у 360-350-х роках до н. е.). Водночас відзначився у війнах Афін із сусідами. Звитяжно бився при Фліунті у 368 році до н. е., Мантінеї у 362 році до н. е., військовій кампанії на Евбеї у 349 році до н. е.).
У 348 до н. е. після падіння Олінва у Халкидіці Есхін увійшов до посольства, спрямованого до держав Пелоппонеського півострова, щоб об'єднатися проти Філіппа II, царя Македонії. У 347 до н. е. брав участь у посольстві до Македонії, під час якого цар останньої підкупив Есхіна. У 346 році до н. е. Есхін разом Філократом сприяв укладанню невигідного для Афін миру. За це Демосфен звинуватив Есхіна у державній зраді. З великими труднощами Есхіну вдалося виправдатися (промова «Про посольство»). Водночас Есхін зумів домогтися засудження Тімарха, друга Демосфена («Проти Тімарха»). У 343 до н. е. Есхін вдруге виправдався від звинувачень Демосфена.
З часом Есхін став одним з очільників промакедонської партії в Афінах. У 339 до н. е. Есхін своєю промовою на раді амфіктіонів сприяв початку Четвертої священної війни. У 336 до н. е. виступив із позовом проти Ктесіфонта (союзника Демосфена) за надання останнього золотого вінка за заслуги перед вітчизною. Але тут Есхін зазнав невдачі.
У 330 до н. е. Есхін знову відновив справу про золотий вінок (промова «Проти Ктесіфонта»), але цього разу повністю програв її Демосфену. Зрештою вимушений був сплатити штраф у 1 тисячу драхм і отримав заборону виступати на Народних зборах.
Після цього перебрався на острів Родос, де відкрив риторську школу. З часом переїздить до Самосу, де помер у 314 році до н. е.

## Стиль
Промови Есхіна відзначалися простотою мови, ясністю висловлювання, вишуканістю й дотепністю, проте були позбавлені глибини. Сучасники та нащадки високо цінували аттичний стиль Есхіна.